# Phanocloidea squeleton
Phanocloidea squeleton är en insektsart som först beskrevs av Olivier 1792.  Phanocloidea squeleton ingår i släktet Phanocloidea och familjen Diapheromeridae. Inga underarter finns listade i Catalogue of Life.